# عبد الله بن عبد الله بن عمر بن الخطاب
عبد الله بن عبد الله بن عمر بن الخطاب، هو ابن عبد الله بن عمر، وأمه صفية بنت أبي عبيد.

## نسبه وسيرته
هو أكبر وَلد عبد الله بن عمر، وأمه صفية بنت أبي عبيد، وعن نافع قال: كان عبد الله بن عبد الله بن عمر يلبس الخزّ، فكان ابن عمر يضع يده عليه يتوكّأ عليه ولا يُنْكِرهُ عليه، كان من وجوه قريش وأشرافها. وروى سعيد ابن جُبَيْر، عن عبد اللّه بن عبد اللّه بن عمر: «أَن رسول الله صَلَّى الله عليه وسلم حين دَفَع عشية عرفة، سمع وراءَه زَجْرًا شديدًا وضَرْبًا في الأَعراب، فالتفت إِليهم فقال: "الْسَّكِيْنَةَ أَيُّهَا الْنَّاسُ، فَإِنَّ الْبِرَّ لَيْسَ بِالْإِيْضَاعِ"». ومات سنة خمس ومائة في أوّل خلافة هشام بن عبد الملك بالمدينة.

## أبنائه
وَلَدَ عبدُ الله بن عبد الله: عمرَ وأمّه أمّ سلمة بنت المختار بن أبي عُبيد بن مسعود وعبدَ الحميد، وعبدَ العزيز، ولي المدينة، وعبدَ الرحمن، وإبراهيمَ وأمّ عبد الرحمن وأمّهم أمّ عبد الله بنت عبد الرحمن بن زيد بن الخطّاب، ورِيَاح بن عبد الله وأمّه حبّابة بنت عبد الله بن عيّاش بن أبي ربيعة.

## روايته للحديث
كان عبد الله ثقة قليل الحديث، ذكره ابن حبان في الثقات.
- روى عن: أبيه ابن عمر، وأبي هريرة.[4]
- روى عنه: ابنه عبد العزيز، ونافع مولاهم، والزهري، ومحمد بن عباد بن جعفر، وعبد الرحمن بن القاسم، ومحمد بن أبي بكر، وآخرون من أهل المدينة.[2]